# Brdo džamija
Džamija Kadi Hasan-efendija, poznatija kao Brdo džamija, nalazi se u istoimenoj ulici, na Širokači u sarajevskoj opštini Stari Grad. Izgrađena je 1560. godine, a ispred nje je manje dvorište sa četiri para nišana. Tu je i grob Hadži-Hasana Oruča koji je ovu džamiju obnovio u 18. vijeku, nakon požara 1697. gidine Grob Hadži-Hasana se nalazi kod minareta, ima dva nišana, sa natpisom u stihovima na turskom jeziku. U džamiji se čuvaju dva bakrena čiraka uvakufljena 1811.

## Graditeljska cjelina
Dimenzije džamije su 9 × 9 m. Džamija je ograđena visokim kamenim zidom sa otvorima, pokrivenim sa dva reda crijepa. U zidu, prema ulici uzidana je česma sa kamenim koritom, koja je i danas u upotrebi. Džamija ima visoki kameni minaret. U podacima Federalne uprave za geodetske i imovinsko-pravne poslove stoji da na zgradu vjerske zajednice otpada 162 m2, odnosno na dvorište 273 m2 što ukupno čini 435 m2.

## Fetah Ahmedov mezar
Nedaleko od same džamije između kuća nalazi se mezar, nepoznatog putnika, Fetah Ahmeda. Legenda kaže da je Ahmed ranjen išao sa Širokače, te stao. Žena koja je izašla iz neke kuće vrisnu, a Ahmed pade i na mjestu ostade mrtav, gdje ga i sahraniše.